# Dynamite (canción de BTS)
«Dynamite» es una canción del grupo surcoreano BTS. Fue lanzada por Big Hit y Sony Music el 21 de agosto de 2020. Es su primer tema grabado completamente en inglés. Fue escrito por David Stewart, quien también se encargó de la producción, y por Jessica Agombar.
Con la intención de calmar a los oyentes durante la pandemia originada por el COVID-19, la canción habla sobre la alegría y el aprecio por las pequeñas cosas que hacen que la vida sea valiosa. Tras su lanzamiento, Dynamite recibió críticas positivas de los críticos musicales, con elogios por su sonido retro ampliamente atractivo. Le valió a la banda su primera nominación al Grammy, por Mejor Interpretación de Dúo/Grupo Pop, en la 63.ª Entrega Anual de los Premios, lo que los convirtió en el primer grupo de pop coreano en ser nominado en esta premiación.
Dynamite experimentó una gran cantidad de éxito comercial en todo el mundo. Debutó en el número uno en la lista Billboard Hot 100, convirtiéndose en el primer sencillo número uno de la banda en los Estados Unidos y convirtiendo a BTS en la primera banda de Corea del Sur en encabezar dicho ranking.

## Antecedentes y lanzamiento
El 26 de julio de 2020, el grupo confirmó durante una transmisión en vivo en la aplicación V Live que lanzaría una canción en inglés el 21 de agosto del mismo año, como el primer sencillo de su siguiente disco. Respecto a esta, BTS comentó: «debido al COVID-19, las personas en todo el mundo han estado pasando por tiempos difíciles. así que queríamos compartir una energía positiva con nuestros fanáticos». Al día siguiente de que se conociera la noticia, se reveló un sitio web con siete cuentas regresivas. Cada una para un nuevo anuncio sobre el tema. El 31 de julio, la banda compartió un enlace para guardar el tema en Spotify. En tanto que el 2 de agosto, Big Hit dio a conocer que el nombre de la pista sería «Dynamite». Después de esto, se inició la preventa de la canción en los formatos de casete, 7", digital e instrumental para Estados Unidos; todas las versiones físicas se agotaron en una hora. Posteriormente, el grupo publicó su planificación para la promoción de la pista, que incluía el lanzamiento de dos videos musicales, tres entrevistas con cadenas de televisión estadounidenses y una presentación en los MTV Video Music Awards 2020. Las remezclas EDM y acústica se lanzaron el 24 de agosto, mientras que las versiones «tropical» y «poolside» salieron el 28 del mismo mes. El 18 de septiembre se publicaron cuatro remezclas adicionales: «Slow Jam», «Midnight», «Retro» y «Bedroom».

## Composición y letras
«Dynamite» es una canción pop con influencias de la música disco de 1970 e inspirada en la famosísima canción "Firework" de la cantautora Katy Perry, con elementos de funk, soul, y bubblegum pop. Fue compuesta en un compás de 4/4 en la clave de do sostenido menor con un tempo de 114 pulsaciones por minuto. David Stewart y Johnny Thurkell realizaron la instrumentación. El primero estuvo a cargo de la batería, percusión, el bajo, bajo sintetizado, sintetizadores, pads, piano, guitarras eléctricas, programación de trompetas y de cuerdas, mientras que el último tocó las trompetas. La producción upbeat consiste en palmadas «chasqueantes», bounces, grooves y melodías «contagiosas». La pista incluye una línea de bajo funky acompañada por armonías, hooks de falsettos y un ritmo disco que está «confeccionado para la pista de baile». Utiliza «voces en capas, eco en los sintetizadores y trompetas festivas» para recrear el sonido retro de los años 70.
El tema inicia con un fragmento del coro, donde Jungkook canta Cause I, I, I'm in the stars tonight/ So watch me bring the fire and set the night alight («Porque yo, yo, yo estoy en las estrellas esta noche/ Así que mírame traer el fuego y encender la noche»). En la siguiente sección se añade la percusión y el bajo. Se construye aún más con una guitarra al estilo de Nile Rodgers y posteriormente se realza con un sonido «vibrante» de un instrumento de viento metal. El coro es «unificador» y gana rapidez a medida que la pista progresa. Craig Jenkins de Vulture comparó las trompetas con las del tema de apertura de Neon Genesis Evangelion, «La Premisa del Despiadado Ángel» (1995), mientras que Noah Yoo de Pitchfork la relacionó musicalmente con la canción homónima de 2010 de Taio Cruz. Los dos últimos versos introducen un cambio en la clave. Respecto a su significado, Suga declaró en una conferencia de prensa que «Dynamite» tiene un «mensaje de confianza y felicidad. Es como después de que caes al suelo e intentas levantarte de nuevo. A eso se asemeja esta canción». En una entrevista con Zane Lowe de Apple Music, RM también mencionó que está «hecho de vibras positivas, energía, esperanza, amor, pureza, todo». Líricamente, habla sobre la alegría y apreciación de las cosas pequeñas que hacen que la vida sea valiosa. Las letras también incluyen varias referencias a la cultura pop como King Kong, The Rolling Stones y la estrella del baloncesto LeBron James. Alyssa Bailey de Elle la interpretó como «una explosión muy necesaria de diversión y una invitación para unirse a ellos, bailar y ser una luz, incluso cuando el mundo parece un poco oscuro».

## Recepción

### Comentarios de la crítica
«Dynamite» recibió comentarios positivos por parte de los críticos. El periodista Jon Caramanica de The New York Times escribió que a pesar de que «musicalmente es menos aventurera que otras de las canciones que convirtieron al grupo en un fenómeno mundial, depende de la viveza, la exuberancia y de un buen ánimo implacable». Además, comparó su estilo musical con el de trabajos de Jamiroquai y Charlie Puth. Mike Wass, del sitio web Idolator, aseguró que era «un éxito rotundo» con «uno de los coros más pegadizos de 2020». Para Noah Yoo de Pitchfork, el tema «anhela encajar en el canon de música pop occidental aunque disimuladamente se burla de este». Elogió el ritmo, al que denominó «prolijo», y el hook, que consideró «memorable» y en el que «cada miembro tiene un momento para brillar». También relacionó a la pista con «Uptown Funk» (2014) de Bruno Mars y la calificó como «una canción pop consciente que no es nada más que sí misma». Similarmente, Craig Jenkins de Vulture señaló que era un «entretenimiento masivo bonito, pegadizo y sencillo» parecido al de «Uptown Funk» y al de los sencillos del álbum Teenage Dream de Katy Perry. En una reseña para Los Angeles Times, Laura Zornosa opinó que el tema está «empapado en color y nostalgia» y lo aplaudió por tener «todos los ingredientes de un éxito de verano» al fusionar «la originalidad de "Old Town Road" tanto con el atractivo internacional de "I Like It" y "Despacito" como con todo el revuelo alegre de "Can't Stop the Feeling!"». A la vez, agregó que tiene letras «con las que se puede empatizar» y definió al coro como un «gusano auditivo». Tim Chan de Rolling Stone recalcó que era una pista «brillante y relajada» al igual que «una de las canciones más pop que la banda ha lanzado hasta la fecha». Asimismo, destacó su sonido, producción, coro «edificante» y potencial comercial.
Patrick Hosken de MTV observó que « ["Dynamite"] por sí misma es un logro, no debido a que está sobrecargada con ideas sino porque es ligera, crucialmente, se siente como el verano». Rhian Daly de NME declaró que «extrae los sonidos contagiosos y alegres de la música disco para transmitir su energía jovial, y se adhiere a la tradición del género de servir como una forma de escape cuando la vida se dificulta». Tanto Tom Breihan de Stereogum como Aamina Khan de Vogue elogiaron el sonido, al que Khan llamó «una relejante bienvenida al verano»; sin embargo, Breihan comentó que la canción era «pop clásico de una boy band». Robin Murray de Clash la citó como un «regreso honesto» y resaltó la producción «brillante», al tiempo que añadió que «muestra la habilidad de cada miembro, y une cada parte como un todo perfecto». Jason Lipshutz de Billboard la describió como «una pieza de pop efervescente» que está «llena de partes memorables y amigables con la radio». Estuvo impresionado por el «cambio tardío en la clave» y el «interludio a coro», y nombró a la grabación «uno de sus mejores éxitos hasta la fecha». P. Claire Dodson de Teen Vogue la consideró un «pop enérgico y despreocupado que prueba nuevamente la destreza que poseen con el sonido y la estética», además de un «giro del arco general» de su álbum previo Map of the Soul: 7. Del mismo modo, Marty Rosenbaum de Radio.com reconoció el encanto instantáneo de «Dynamite» y lo denominó «explosivo». Ellie Bate de Buzzfeed se refirió al tema como «positivo, lleno de colores del arcoíris y dulzura» y «una pista disco indiscutiblemente feliz y optimista, con letras y coreografía que rinden homenaje a leyendas de la música como los Rolling Stones, Michael Jackson, y Elvis Presley».
| Publicación   | Lista                                                   | Posición | Ref.   |
| ------------- | ------------------------------------------------------- | -------- | ------ |
| Billboard     | Las 100 mejores canciones de 2020                       | 7        | [ 45 ] |
| Consequence   | Las 50 mejores canciones de 2020                        | 3        | [ 46 ] |
| Melon         | Las 100 mejores canciones de K-pop de todos los tiempos | 4        | [ 47 ] |
| Melon         | Las mejores canciones de 2020                           | N/A      | [ 48 ] |
| NME           | Las 50 mejores canciones de 2020                        | 40       | [ 49 ] |
| Rolling Stone | Las 50 mejores canciones de 2020                        | 7        | [ 50 ] |
| Rolling Stone | Las 500 mejores canciones de todos los tiempos          | 346      | [ 51 ] |
| Uproxx        | Las mejores canciones de 2021                           | 22       | [ 52 ] |

### Recibimiento comercial
«Dynamite» debutó en la primera posición de la Billboard Hot 100, por lo que fue el primer sencillo número 1 del grupo en Estados Unidos, y el cuarto en entrar en el top 10 de la lista. Con esto, BTS se convirtió en el primer artista surcoreano en alcanzar este logro. La canción vendió 300 000 unidades en la primera semana tras su lanzamiento, incluyendo las versiones en descarga digital, vinilo y físicas. También tuvo alrededor de 33.9 millones de streams y una audiencia de 11.6 millones en la radio. «Dynamite» encabezó la Billboard Digital Song Sales con 265 000 descargas, el mayor número de ventas puras en una semana desde la publicación de «Look What You Made Me Do», de la cantante estadounidense Taylor Swift, que tuvo 353 000 descargas en 2017.

## Video musical
El video musical de «Dynamite» fue precedido por un tráiler de 28 segundos, que fue publicado en el canal oficial de YouTube de Big Hit el 18 de agosto. El clip mostraba escenas de la banda en atuendos de tonos pastel con un fondo de una puesta de sol, así como a los miembros bailando con una «melodía disco alegre» y vistiendo trajes de estilo retro con un gran letrero con la palabra «Disco» en el trasfondo. El audio incluía una «línea de bajo funky y trompetas» que indicaban la energía «divertida» de la canción.
El 20 de agosto, BTS inició una transmisión en vivo en el canal de Youtube de Big Hit, media hora antes del lanzamiento del video musical. Cuando este se estrenó, reunió a más de 3 millones de espectadores simultáneos, por lo que superó el récord anterior de 1.66 millones, e impuso una nueva marca para el mayor estreno de un video musical en la plataforma. Veinte minutos después de su publicación, llegó a ser el video más rápido en alcanzar 10 millones de visualizaciones, y rápidamente se convirtió en el más visto en Youtube en las primeras 24 horas con 101.1 millones de reproducciones.
Una versión alternativa del video musical se grabó en el mismo plató que el clip original pero «con diferentes ángulos y unos cuantos bloopers entretenidos». Se lanzó el 24 de agosto y mostró «a [BTS] divirtiéndose juntos con vibras alegres».

## Reconocimientos
| Año  | Organización           | Premio                                                                              | Ref.   |
| ---- | ---------------------- | ----------------------------------------------------------------------------------- | ------ |
| 2020 | Guinness World Records | Video más visto en Youtube en 24 horas                                              | [ 62 ] |
| 2020 | Guinness World Records | Video musical más visto en Youtube en 24 horas                                      | [ 62 ] |
| 2020 | Guinness World Records | Video musical de un grupo K-pop más visto en Youtube en 24 horas                    | [ 62 ] |
| 2021 | Guinness World Records | Mayor número de espectadores simultáneos para un video musical en YouTube Premieres | [ 63 ] |
| 2021 | Guinness World Records | Canción de K-pop con mayor número de semanas en la lista Hot 100                    | [ 64 ] |
| 2021 | Guinness World Records | Mayor número de semanas en el número uno en la lista Billboard Digital Song Sales   | [ 64 ] |

| Año  | Premios                      | Categoría                                       | Resultado | Ref.   |
| ---- | ---------------------------- | ----------------------------------------------- | --------- | ------ |
| 2020 | Asia Artist Awards           | Canción del año                                 | Ganador   | [ 65 ] |
| 2020 | E! People's Choice Awards    | La canción del 2020                             | Ganador   | [ 66 ] |
| 2020 | E! People's Choice Awards    | El video musical del 2020                       | Ganador   | [ 66 ] |
| 2020 | Genie Music Awards           | Mejor sencillo – Dance                          | Ganador   | [ 67 ] |
| 2020 | Japan Record Awards          | Premio especial a la música internacional       | Ganador   | [ 68 ] |
| 2020 | Melon Music Awards           | Mejor baile – Masculino                         | Ganador   | [ 69 ] |
| 2020 | Melon Music Awards           | Canción del año                                 | Ganador   | [ 69 ] |
| 2020 | Mnet Asian Music Awards      | Mejor interpretación de baile - Grupo masculino | Ganador   | [ 70 ] |
| 2020 | Mnet Asian Music Awards      | Mejor video musical                             | Ganador   | [ 70 ] |
| 2020 | Mnet Asian Music Awards      | Canción del año                                 | Ganador   | [ 70 ] |
| 2020 | MTV Europe Music Awards      | Mejor canción                                   | Ganador   | [ 71 ] |
| 2020 | MTV Europe Music Awards      | Mejor pop                                       | Nominado  | [ 72 ] |
| 2020 | MTV Video Music Awards Japan | Mejor video de un grupo - Internacional         | Ganador   | [ 73 ] |
| 2020 | MTV Video Music Awards Japan | Mejor video del año                             | Nominado  | [ 74 ] |
| 2021 | Billboard Music Awards       | Canción más vendida                             | Ganador   | [ 75 ] |
| 2021 | BreakTudo Awards             | Video musical internacional                     | Nominado  | [ 76 ] |
| 2021 | Gaon Chart Music Awards      | Canción del año – agosto                        | Ganador   | [ 77 ] |
| 2021 | Golden Disc Awards           | Mejor canción digital (bonsang)                 | Ganador   | [ 78 ] |
| 2021 | Golden Disc Awards           | Daesang digital                                 | Finalista | [ 79 ] |
| 2021 | Grammy Awards                | Mejor interpretación de pop de dúo/grupo        | Nominado  | [ 80 ] |
| 2021 | iHeartRadio Music Awards     | Mejor video musical                             | Ganador   | [ 81 ] |
| 2021 | iHeartRadio Music Awards     | Coreografía de video musical favorita           | Ganador   | [ 81 ] |
| 2021 | Kids' Choice Awards          | Canción favorita                                | Ganador   | [ 82 ] |
| 2021 | Korean Music Awards          | Mejor canción pop                               | Ganador   | [ 83 ] |
| 2021 | Korean Music Awards          | Canción del año                                 | Ganador   | [ 83 ] |
| 2021 | MTV Video Music Awards       | Canción del año                                 | Nominado  | [ 84 ] |
| 2021 | Myx Music Awards             | Video internacional favorito                    | Ganador   | [ 85 ] |
| 2021 | Rockbjörnen                  | Mejor canción extranjera del año                | Ganador   | [ 86 ] |
| 2021 | Seoul Music Awards           | Mejor canción                                   | Ganador   | [ 87 ] |
| 2022 | Gaon Chart Music Awards      | Ventas estables del año                         | Ganador   | [ 88 ] |
| 2022 | KOMCA Awards                 | Canción del año                                 | Ganador   | [ 89 ] |

| Programa         | Cadena    | Fecha                    | Ref.    |
| ---------------- | --------- | ------------------------ | ------- |
| Show! Music Core | MBC       | 29 de agosto de 2020     | [ 90 ]  |
| Show! Music Core | MBC       | 5 de septiembre de 2020  | [ 91 ]  |
| Show! Music Core | MBC       | 12 de septiembre de 2020 | [ 92 ]  |
| Show! Music Core | MBC       | 19 de septiembre de 2020 | [ 93 ]  |
| Show! Music Core | MBC       | 26 de septiembre de 2020 | [ 94 ]  |
| Show! Music Core | MBC       | 10 de octubre de 2020    | [ 95 ]  |
| Show! Music Core | MBC       | 17 de octubre de 2020    | [ 96 ]  |
| Show! Music Core | MBC       | 31 de octubre de 2020    | [ 97 ]  |
| Show! Music Core | MBC       | 7 de noviembre de 2020   | [ 98 ]  |
| Show! Music Core | MBC       | 14 de noviembre de 2020  | [ 99 ]  |
| Inkigayo         | SBS       | 30 de agosto de 2020     | [ 100 ] |
| Inkigayo         | SBS       | 6 de septiembre de 2020  | [ 101 ] |
| Inkigayo         | SBS       | 13 de septiembre de 2020 | [ 102 ] |
| Show Champion    | MBC Music | 2 de septiembre de 2020  | [ 103 ] |
| Show Champion    | MBC Music | 9 de septiembre de 2020  | [ 104 ] |
| Show Champion    | MBC Music | 16 de septiembre de 2020 | [ 105 ] |
| Music Bank       | KBS       | 4 de septiembre de 2020  | [ 106 ] |
| Music Bank       | KBS       | 11 de septiembre de 2020 | [ 107 ] |
| Music Bank       | KBS       | 18 de septiembre de 2020 | [ 108 ] |
| Music Bank       | KBS       | 25 de septiembre de 2020 | [ 109 ] |
| Music Bank       | KBS       | 2 de octubre de 2020     | [ 110 ] |
| Music Bank       | KBS       | 9 de octubre de 2020     | [ 111 ] |
| Music Bank       | KBS       | 13 de noviembre de 2020  | [ 112 ] |
| Music Bank       | KBS       | 20 de noviembre de 2020  | [ 113 ] |
| Music Bank       | KBS       | 27 de noviembre de 2020  | [ 114 ] |
| Music Bank       | KBS       | 4 de diciembre de 2020   | [ 115 ] |
| Music Bank       | KBS       | 11 de diciembre de 2020  | [ 116 ] |
| Music Bank       | KBS       | 25 de diciembre de 2020  | [ 117 ] |
| Music Bank       | KBS       | 1 de enero de 2021       | [ 118 ] |
| Music Bank       | KBS       | 8 de enero de 2021       | [ 119 ] |
| Music Bank       | KBS       | 26 de febrero de 2021    | [ 120 ] |
| Music Bank       | KBS       | 5 de marzo de 2021       | [ 121 ] |

| Premio                  | Fecha                    | Ref.    |
| ----------------------- | ------------------------ | ------- |
| Weekly Popularity Award | 31 de agosto de 2020     | [ 122 ] |
| Weekly Popularity Award | 9 de septiembre de 2020  | [ 122 ] |
| Weekly Popularity Award | 14 de septiembre de 2020 | [ 122 ] |
| Weekly Popularity Award | 21 de septiembre de 2020 | [ 122 ] |
| Weekly Popularity Award | 28 de septiembre de 2020 | [ 122 ] |

## Lista de canciones y formatos
| 7"  |            |          |  |
| N.º | Título     | Duración |  |
| 1.  | «Dynamite» | 3:19     |  |

| Casete |                     |          |  |
| N.º    | Título              | Duración |  |
| 1.     | «Dynamite» (Lado A) | 3:19     |  |
| 2.     | «Dynamite» (Lado B) | 3:19     |  |

| CD  |                             |          |  |
| N.º | Título                      | Duración |  |
| 1.  | «Dynamite»                  | 3:19     |  |
| 2.  | «Dynamite» (instrumental)   | 3:18     |  |
| 3.  | «Dynamite» (Acoustic Remix) | 3:17     |  |
| 4.  | «Dynamite» (EDM Remix)      | 3:18     |  |
| 5.  | «Dynamite» (Tropical Remix) | 3:17     |  |
| 6.  | «Dynamite» (Poolside Remix) | 3:03     |  |
| 7.  | «Dynamite» (Slow Jam Remix) | 3:19     |  |
| 8.  | «Dynamite» (Midnight Remix) | 3:16     |  |
| 9.  | «Dynamite» (Retro Remix)    | 3:28     |  |
| 10. | «Dynamite» (Bedroom Remix)  | 3:27     |  |

| Digital |                           |          |  |
| N.º     | Título                    | Duración |  |
| 1.      | «Dynamite»                | 3:19     |  |
| 2.      | «Dynamite» (Instrumental) | 3:18     |  |

| EP (Extended) |                             |          |  |
| N.º           | Título                      | Duración |  |
| 1.            | «Dynamite»                  | 3:19     |  |
| 2.            | «Dynamite» (instrumental)   | 3:18     |  |
| 3.            | «Dynamite» (Acoustic Remix) | 3:17     |  |
| 4.            | «Dynamite» (EDM Remix)      | 3:18     |  |

| EP (DayTime Version) |                             |          |  |
| N.º                  | Título                      | Duración |  |
| 1.                   | «Dynamite»                  | 3:19     |  |
| 2.                   | «Dynamite» (instrumental)   | 3:18     |  |
| 3.                   | «Dynamite» (Acoustic Remix) | 3:17     |  |
| 4.                   | «Dynamite» (EDM Remix)      | 3:18     |  |
| 5.                   | «Dynamite» (Tropical Remix) | 3:17     |  |
| 6.                   | «Dynamite» (Poolside Remix) | 3:03     |  |

| EP (NightTime Version) |                             |          |  |
| N.º                    | Título                      | Duración |  |
| 1.                     | «Dynamite»                  | 3:19     |  |
| 2.                     | «Dynamite» (instrumental)   | 3:18     |  |
| 3.                     | «Dynamite» (Slow Jam Remix) | 3:19     |  |
| 4.                     | «Dynamite» (Midnight Remix) | 3:16     |  |
| 5.                     | «Dynamite» (Retro Remix)    | 3:28     |  |
| 6.                     | «Dynamite» (Bedroom Remix)  | 3:27     |  |

| Sencillo digital (Holiday Remix) |                            |          |  |
| N.º                              | Título                     | Duración |  |
| 1.                               | «Dynamite» (Holiday Remix) | 3:33     |  |

## Posicionamiento en listas
| Lista (2020-2022)                           | Mejor posición |
| ------------------------------------------- | -------------- |
| Alemania (Official German Charts)           | 8              |
| Argentina (Argentina Hot 100)               | 10             |
| Argentina (LOS40)                           | 1              |
| Australia (ARIA)                            | 2              |
| Austria (Ö3 Austria Top 40)                 | 9              |
| Bélgica (Flandes) (Ultratip Bubbling Under) | 41             |
| Bélgica (Valonia) (Ultratip Bubbling Under) | 24             |
| Brasil (Top 10 Pop Internacional)           | 2              |
| Brasil (Top 100 Airplay)                    | 36             |
| Canadá (Hot 100)                            | 2              |
| Colombia (Monitor Latino)                   | 1              |
| Colombia (Promúsica)                        | 9              |
| Colombia (National Report)                  | 44             |
| Corea del Sur (Gaon)                        | 1              |
| Costa Rica (Monitor Latino)                 | 9              |
| Ecuador (Monitor Latino)                    | 1              |
| Escocia (Official Charts Company)           | 1              |
| El Salvador (Monitor Latino)                | 12             |
| España (PROMUSICAE)                         | 38             |
| España (LOS40)                              | 1              |
| Estados Unidos (Billboard Hot 100)          | 1              |
| Estados Unidos (Adult Contemporary)         | 23             |
| Estados Unidos (Adult Pop Songs)            | 21             |
| Estados Unidos (Dance/Mix Show Airplay)     | 28             |
| Estados Unidos (Mainstream Top 40)          | 30             |
| Estados Unidos (Rolling Stone Top 100)      | 2              |
| Finlandia (Suomen virallinen lista)         | 13             |
| Francia (SNEP)                              | 18             |
| Guatemala (Monitor Latino)                  | 6              |
| Irlanda (IRMA)                              | 6              |
| Italia (FIMI)                               | 28             |
| Japón (Japan Hot 100)                       | 2              |
| México (Billboard Mexico Airplay)           | 1              |
| México (Monitor Latino)                     | 5              |
| Noruega (VG-lista)                          | 20             |
| Nueva Zelanda (Recorded Music NZ)           | 4              |
| Países Bajos (Mega Single Top 100)          | 29             |
| Panamá (Monitor Latino)                     | 9              |
| Reino Unido (OCC)                           | 3              |
| Suecia (Sverigetopplistan)                  | 19             |
| Suiza (Schweizer Hitparade)                 | 4              |
| Uruguay (Monitor Latino)                    | 5              |

| Lista (2020)         | Mejor posición |
| -------------------- | -------------- |
| Corea del Sur (Gaon) | 1              |

## Certificaciones y ventas
| Alemania (BVMI)            | Oro        | 200 000     |
| Australia (ARIA)           | 2× Platino | 140 000     |
| Bélgica (BEA)              | Platino    | 40 000      |
| Dinamarca (IFPI Dinamarca) | Oro        | 45 000      |
| España (PROMUSICAE)        | Platino    | 40 000      |
| Estados Unidos (RIAA)      | 3× Platino | 3 000 000   |
| Francia (SNEP)             | Oro        | 100 000     |
| Italia (FIMI)              | 2× Platino | 140 000     |
| Japón (RIAJ)               | Platino    | 250 000     |
| México (AMPROFON)          | Oro        | 30 000      |
| Nueva Zelanda (RMNZ)       | Platino    | 30 000      |
| Polonia (ZPAV)             | Platino    | 20 000      |
| Portugal (AFP)             | Platino    | 10 000      |
| Reino Unido (BPI)          | Platino    | 600 000     |
| Streaming                  |            |             |
| Corea del Sur (KMCA)       | 2× Platino | 200 000 000 |
| Grecia (IFPI Greece)       | Oro        | 1 000 000   |
| Japón (RIAJ)               | Diamante   | 500 000 000 |

## Créditos y personal
Créditos adaptados de Tidal.
| - BTS: voces principales - David Stewart: producción, composición, batería, percusión, bajo sintetizado, sintetizadores, pads, piano, guitarra eléctrica, programación de trompetas, programación de cuerdas, coros - Jessica Agombar: composición - Johnny Thurkell: trompetas | - Pdogg: ingeniería de grabación - Jenna Andrews: producción - Juan "Saucy" Peña: ingeniería - Serban Ghenea: ingeniería de mezcla - John Hanes: asistente de ingeniería de mezcla - Chris Gehringer: masterización |

## Historial de lanzamiento
| País           | Fecha                    | Formato                       | Versión          | Sello                 | Ref.            |
| -------------- | ------------------------ | ----------------------------- | ---------------- | --------------------- | --------------- |
| Varios         | 21 de agosto de 2020     | Descarga digital streaming    | Original         | Big Hit               | [ 127 ]         |
| Estados Unidos | 21 de agosto de 2020     | 7" Casete                     | Original         | Columbia              | [ 123 ] [ 125 ] |
| Australia      | 21 de agosto de 2020     | Hit contemporáneo de la radio | Original         | Sony Australia        | [ 190 ]         |
| Varios         | 24 de agosto de 2020     | Descarga digital streaming    | Remixes          | Big Hit               | [ 128 ]         |
| Estados Unidos | 25 de agosto de 2020     | Hit contemporáneo de la radio | Original         | Columbia              | [ 191 ]         |
| Varios         | 28 de agosto de 2020     | Descarga digital streaming    | Remixes          | Big Hit               | [ 129 ]         |
| Italia         | 4 de septiembre de 2020  | Hit contemporáneo de la radio | Original         | Sony                  | [ 192 ]         |
| Estados Unidos | 14 de septiembre de 2020 | Hot/Modern/AC radio           | Original         | Columbia              | [ 193 ]         |
| Varios         | 18 de septiembre de 2020 | Descarga digital streaming    | Remixes          | Big Hit               | [ 130 ]         |
| Estados Unidos | 20 de noviembre de 2020  | CD                            | Original Remixes | Columbia              | [ 126 ]         |
| Varios         | 11 de diciembre de 2020  | Descarga digital streaming    | Holiday Remix    | Big Hit               | [ 194 ]         |
| Japón          | 26 de febrero de 2021    | 7" Casete                     | Original         | Universal Music Japan | [ 124 ]         |